# سنترال سانت مارتينز
سنترال سانت مارتينز (CSM) هي جامعة عامة ومدرسة للفنون في لندن، إنجلترا. إنها كلية تابعة لجامعة الفنون بلندن .  تقدم دورات بدوام كامل في المستويات التأسيسية والجامعية والدراسات العليا ومجموعة متنوعة من الدورات القصيرة والصيفية.
كانت تُعرف سابقًا باسم كلية سنترال سانت مارتينز للفنون والتصميم ، وقبلها كلية سنترال سانت مارتينز للفنون والتصميم . 

## طاقم العمل والخريجين
من بين خريجي المدرسة الحائزة على جائزة تيرنر لور بروفوست والموسيقي جارفيس كوكر والعديد من مصممي الأزياء ، بما في ذلك سارة بيرتون وجون جاليانو وستيلا مكارتني وألكسندر ماكوين وزاك بوزين وريكاردو تيسكي . 